# Joseph Bernardo
Pour les articles homonymes, voir Bernardo.
Joseph Bernardo dit Jo Bernardo, né le 31 mai 1929 à Alger en Algérie française et mort le 6 décembre 2023 à Marseille, est un nageur français spécialiste des épreuves de demi-fond en nage libre durant les années 1940 et 1950. 
Multiple champion de France du 1 500 m nage libre dont il bat le record de France en 1949, il est le principal rival du premier champion olympique français de natation sportive Jean Boiteux.
À chacune de ses deux participations aux Jeux olympiques, il remporte la médaille de bronze au titre du relais 4 × 200 m nage libre. Il est par ailleurs double médaillé européen.

## Biographie
Joseph Bernardo Garcia Rodriguez Marinelli naît le 31 mai 1929 à Alger. Son frère jumeau, Bernard Bernardo, se passionne comme lui pour la natation. Ils rejoignent tous les deux le club du Racing Universitaire d'Alger (RUA), Bernard nageant la brasse, Joseph la nage libre.
C'est en juillet 1949 que « Jo » Bernardo remporte son premier titre de champion de France sur son épreuve fétiche, le 1 500 m nage libre. Quelques jours avant les championnats organisés à Paris, le nageur s'illustre à Casablanca en battant deux records de France, ceux du 800 et du 1 500 m nage libre. Ces performances interviennent une année après les Jeux olympiques de 1948, tenus à Londres, auxquels Bernardo a participé. Si individuellement il ne s'y distingue pas, ne dépassant pas le cap des séries éliminatoires sur 400 et 1 500 m, il décroche en revanche la médaille de bronze au titre du relais 4 × 200 m nage libre. Aligné aux côtés de René Cornu, Henri Padou Jr. et Alex Jany, il termine à plus de vingt secondes des vainqueurs américains et presque autant de la seconde place enlevée par l'équipe hongroise.
L'année 1950 marque l'émergence au niveau national du jeune Jean Boiteux qui s'illustre comme Bernardo sur les épreuves de demi-fond de nage libre. Après des Championnats de France victorieux, Boiteux confirme son emprise nationale en dominant son aîné aux Championnats d'Europe 1950 organisés à Vienne, une compétition qui marque l'empreinte des nageurs français sur les courses de nage libre. Ainsi, Alex Jany réalise le doublé 100–400 m nage libre. Sur 1 500 m nage libre, Bernardo termine lui troisième de la finale en 20 min 6 s 7 derrière l'Ouest-allemand Hans-Günther Lehmann et Boiteux. En 1951, Jo Bernardo rejoint le club des Dauphins du Toulouse OEC. Il s'y lie d'amitié avec Jean Boiteux, de quatre ans son cadet. Bernardo devient « le plus grand rival et le meilleur ami » de Boiteux, nouvelle tête d'affiche de la natation française à l'approche des Jeux olympiques de 1952 qu'organise la capitale finlandaise Helsinki. Avant cela, Bernardo remporte trois médailles aux Jeux méditerranéens 1951 disputés à Alexandrie. D'abord battu par Boiteux sur 400 et 1 500 m, Bernardo remporte la médaille d'or avec son cadet lors du relais 4 × 200 m nage libre.
Juste avant cette compétition, Jo Bernardo bat le record du monde du relais 4 × 200 m nage libre à Marseille avec Boiteux, Jany et Willy Blioch.

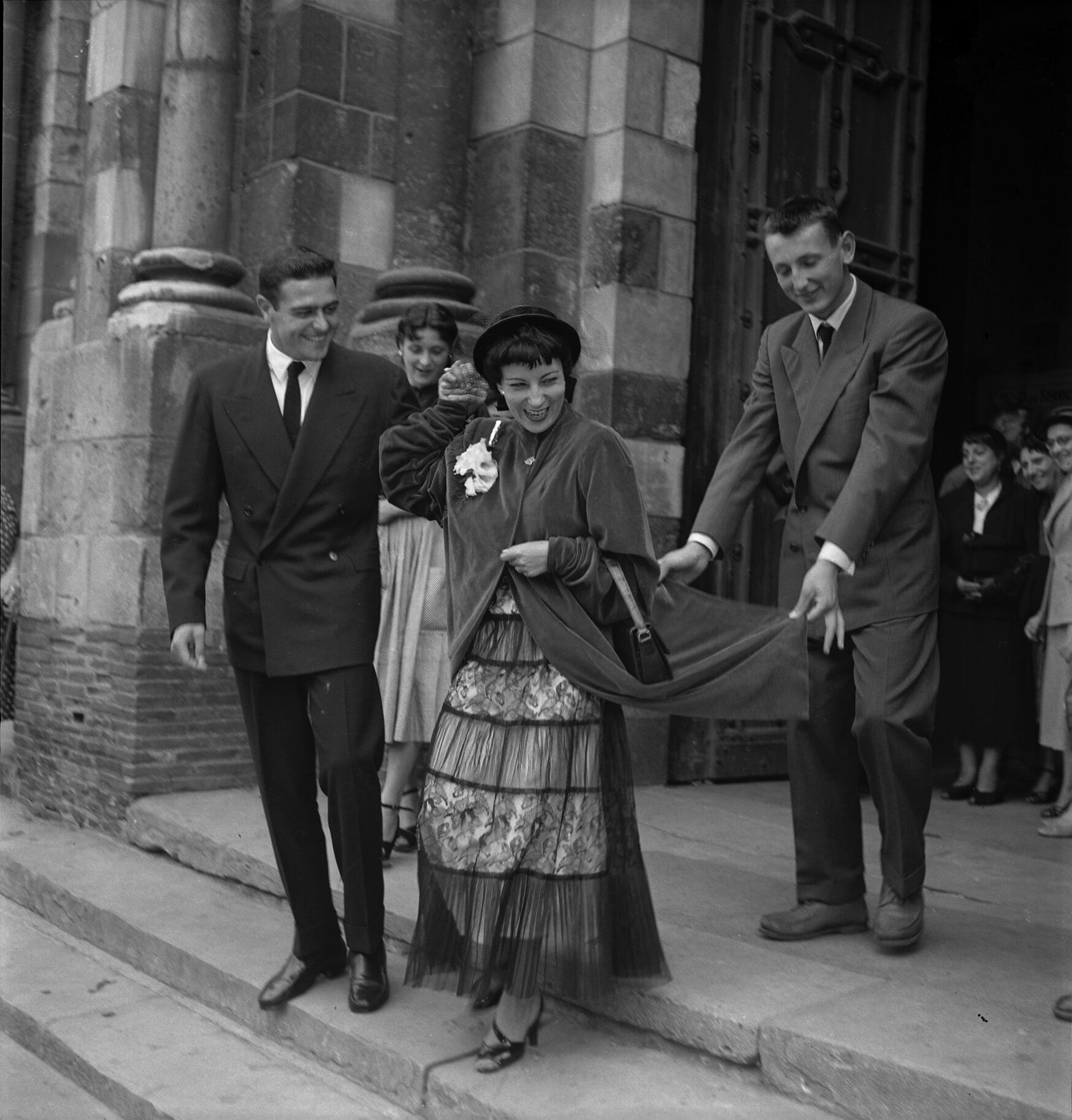
Mariage de Joseph Bernardo et Simone Turck à Toulouse en 1952.

Il épouse Simone Turck à Toulouse le 4 septembre 1952.
Lors du rendez-vous olympique, le relais français 4 × 200 m nage libre composé d'Aldo Eminente, Alex Jany, Jean Boiteux et Bernardo décroche la médaille de bronze à plus de quatorze secondes du quatuor américain vainqueur de la médaille d'or. Deuxième relayeur entre Eminente et Jany, Jo Bernardo, lancé en troisième position, passe son relais son équipier au quatrième rang provisoire après s'être fait dépasser par le Suédois Goran Larsson. Toujours derrière l'équipe suédoise après le parcours de Jany, la France revient et termine à la troisième place finale grâce au rapide relais de Boiteux. Vient ensuite le 400 m nage libre. Qualifié pour les demi-finales en vertu de son 18e temps en séries, le Français ne parvient pas à se qualifier pour la finale en terminant sixième et dernier de sa course, réalisant au passage un chrono insuffisant de 4 min 56 s. En finale, son compatriote Boiteux remporte la médaille d'or et devient le premier champion olympique français de natation sportive. Le 1 500 m nage libre, meilleure chance de Bernardo, se déroule lors de la dernière journée de compétition. Ayant choisi de s'économiser mais aussi « déconcentré » par sa médaille d'or, Jean Boiteux remporte sa série avec aisance mais ne réalise que le neuvième temps global et ne peut donc accéder à la finale que disputent les huit meilleurs temps,,,, parmi lesquels figure Jo Bernardo. Ce dernier offre la possibilité à Boiteux de participer à la course en lui cédant sa place, ce que refuse son équipier. En finale, Bernardo suit de quelques mètres le favori américain Ford Konno jusqu'aux cent derniers mètres. Le Français, jusque-là médaillé d'argent provisoire, craque alors et termine à la cinquième place, à près de trente secondes du vainqueur et huit du podium.
L'année suivant les Jeux, en l'absence de Jean Boiteux, Jo Bernardo réalise pour la première fois le doublé 400–1 500 m nage libre aux Championnats de France disputés à Dijon.
Après sa retraite sportive, il intègre l'encadrement administratif du Cercle des nageurs de Marseille, et plus particulièrement son conseil d'administration.
Joseph Bernardo meurt le 6 décembre 2023 à l'âge de 94 ans.

## Palmarès

### Jeux olympiques
| Épreuve / Édition    | Londres 1948                | Helsinki 1952                   |
| 400 m nage libre     | 19e des séries 5 min 3 s 8  | 19e des demi-finales 4 min 56 s |
| 1 500 m nage libre   | 9e des séries 20 min 25 s 5 | 5e 18 min 59 s 1                |
| 4 × 200 m nage libre | Bronze 9 min 8 s            | Bronze 8 min 45 s 9             |

### Championnats d'Europe et Jeux méditerranéens
| Épreuve / Édition    | Championnats d'Europe | Championnats d'Europe    |                      | Jeux méditerranéens |
| Épreuve / Édition    | Vienne 1950           | Turin 1954               | Alexandrie 1951      |                     |
| 400 m nage libre     | —                     | —                        | Argent 4 min 53 s 3  |                     |
| 1 500 m nage libre   | Bronze 20 min 6 s 7   | 6e en finale 19 min 31 s | Argent 19 min 40 s 3 |                     |
| 4 × 200 m nage libre | Argent 9 min 10 s     | —                        | Or 9 min 5 s 2       |                     |

### Championnats de France
| Épreuve / Édition | Paris 1949       | Paris 1952       | Dijon 1953       | Paris 1954       |
| 400 m nage libre  | —                | —                | Or 4 min 55 s    | —                |
| 1 500 nage libre  | Or 20 min 13 s 5 | Or 19 min 42 s 2 | Or 19 min 16 s 8 | Or 19 min 28 s 1 |

Palmarès incomplet ne listant que les titres de champions de France individuels.

## Records

### Record du monde
Jo Bernardo a battu un record du monde reconnu par la Fédération internationale durant sa carrière. Le 2 août 1951, dans le bassin d'eau de mer de 25 mètres du club du Cercle des nageurs de Marseille, il fait partie du relais 4 × 200 m nage libre français qui bat le record du monde en 8 min 33 s,,. Le quatuor, composé outre Bernardo de Jean Boiteux, Willy Blioch et Alex Jany, enlève sept secondes et six dixièmes au précédent record établi le 2 avril 1950 à Marília par les Japonais du Tokyo Swimming Club, également dans un bassin de 25 mètres. Le temps français est battu le 16 février 1952 par le relais de l'université Yale qui, dans son bassin de 25 mètres de New Haven, réalise un temps de 8 min 29 s 4.

### Records de France
| Épreuve            | Temps          | Information / Compétition | Lieu               | Date            |
| 800 m nage libre   | 10 min 12 s    |                           | Casablanca (Maroc) | 15 juillet 1949 |
| 1 500 m nage libre | 19 min 24 s 80 |                           | Casablanca (Maroc) | 15 juillet 1949 |